# كجيلد جاكوبسن
كجيلد جاكوبسن (بالدنماركية: Kjeld Jacobsen)‏ هو ممثل دنماركي، ولد في 11 نوفمبر 1915 في الدنمارك في مملكة الدنمارك، وتوفي في 6 يونيو 1970.

## وصلات خارجية
- كجيلد جاكوبسن على موقع IMDb (الإنجليزية)
- كجيلد جاكوبسن على موقع أول موفي (الإنجليزية)
- كجيلد جاكوبسن على موقع قاعدة بيانات الأفلام السويدية (السويدية)
- كجيلد جاكوبسن على موقع قاعدة بيانات الفيلم (الإنجليزية)
- كجيلد جاكوبسن على موقع كينوبويسك (الروسية)